# 아우구스트 빌헬름 슐레겔
아우구스트 빌헬름 슐레겔(August Wilhelm von Schlegel, 1767년 9월 8일 ~ 1845년 5월 12일은 독일의 시인이자 비평가다. 낭만주의 연극의 선구자이기도 하다.
그는 하노버에서 태어나 괴팅겐 대학교에서 신학 및 고전어를 배우고, 1798년 이후에 예나 대학교 교수로서 괴테, 실러와 친교를 맺었다. 또한 동생 프리드리히와 함께 잡지 <아테네움(Athenaeum)>을 창간, 낭만주의의 이론적인 지주가 되었다.
1797년 이후 셰익스피어의 작품 17편을 번역 간행하고 1801년 베를린 대학교, 18년에는 본 대학교의 교수가 되고 그 동안에 <극예술·극문학 강의> 등 수많은 업적을 남겼다. 동생과 함께 독일에서의 동양 언어학의 창시자, 스탈 부인(Madame de Stael)의 상담역으로도 유명하다. 셰익스피어, 칼데론의 번역을 통하여 독일 극문학의 발전에 기여한 공적은 크다.